# Noa Fontanals
Noa Fontanals Fourgnaud (Cataluña, España; 16 de mayo de 2003) es una actriz hispano-francesa conocida especialmente por participar en la serie de Telecinco Sé quién eres interpretando a Julieta Elías, uno de los personajes principales del reparto.

## Biografía
Nacida en 2003 en Cataluña, Noa Fontanals debutó en el mundo de la interpretación con once años, encarnando al personaje de Claire en Marsella, película dirigida por Belén Macías en la que también participaron actores como María León, Goya Toledo, Eduard Fernández y Àlex Monner. Unos meses más tarde comenzó a trabajar en la serie de televisión Cites de TV3, creada por Pau Freixas, donde apareció en varios episodios; y acto seguido fichó por Sé quién eres, serie que también dirigía Pau. A su corta edad sigue fichando por diversas series y películas conocidas en el panorama nacional.

## Filmografía

### Cine
| Año  | Título            | Personaje | Director      | Notas        |
| ---- | ----------------- | --------- | ------------- | ------------ |
| 2014 | Marsella          | Claire    | Belén Macías  | Protagonista |
| 2017 | No sé decir adiós | Irene     | Lino Escalera | Protagonista |

### Televisión
| Año       | Título            | Personaje            | Canal     | Notas                 | Episodios    |
| --------- | ----------------- | -------------------- | --------- | --------------------- | ------------ |
| 2015-2016 | Cites             | Noa                  | TV3       | Colaboración especial | 6 episodios  |
| 2017      | Sé quién eres     | Julieta Elías Castro | Telecinco | Protagonista          | 16 episodios |
| 2019      | Les retrouvailles | Chloé                | Webserie  | Protagonista          | 8 episodios  |